# Józef Górzyński
Józef Gorzynski (Żelechów, 5 marzo 1959) è un arcivescovo cattolico polacco, dal 15 ottobre 2016 arcivescovo metropolita di Varmia.

## Biografia
Józef Górzyński nasce il 5 marzo 1959 a Żelechów. Negli anni 1979-1985 studia filosofia e teologia presso il Seminario Maggiore Metropolitano di Varsavia, ottenendo l'ordinazione sacerdotale per l'arcidiocesi di Varsavia il 2 giugno 1985 per mano del cardinale Józef Glemp, primate di Polonia.
Continua i propri studi negli anni 1987-1992 presso il Pontificio Istituto Liturgico di Sant'Anselmo a Roma, ottenendo il baccellierato. Nel 1997 ottiene il dottorato in teologia presso la Facoltà Teologica dell'Accademia Teologica Cattolica di Varsavia con una tesi sul ruolo di Maria nel mistero pasquale.

### Ministero sacerdotale
Dopo la sua ordinazione e sino al 1987 è vicario presso la parrocchia di S. Nicholas Grójcu. Dal 2004 al 2012 è parroco della parrocchia dell'Immacolata Concezione della Beata Vergine Maria a Varsavia. Nel contempo svolge l'incarico di prefetto del Seminario Maggiore Metropolitano di Varsavia e quello di professore di Liturgia presso la Pontificia Facoltà di Teologia di Varsavia.
Nel 2003 venne ammesso nel capitolo dell'abbazia di Kampinosko-Bielanska, ottenendo nel 2012 il titolo di cappellano di Sua Santità.
Nel 2012 è nominato moderatore pastorale e direttore del Dipartimento Generale del Ministero della Curia Metropolitana di Varsavia, nonché membro del collegio dei consultori dell'arcidiocesi stessa.

### Ministero episcopale
Il 4 novembre 2013 papa Francesco lo nomina vescovo ausiliare dell'arcidiocesi di Varsavia col titolo della diocesi di Lentini. Riceve la consacrazione il 7 dicembre 2013 nella Cattedrale di San Giovanni Battista a Varsavia per mano del cardinale Kazimierz Nycz, arcivescovo di Varsavia, assistito dall'arcivescovo Celestino Migliore, nunzio apostolico in Polonia, e da Kazimierz Romaniuk, vescovo diocesano in pensione della diocesi di Varsavia-Praga.
Dopo la nomina episcopale è vicario generale dell'arcivescovo, conservando le cariche di moderatore pastorale e direttore del dipartimento di pastorale ed ottenendo gli incarichi inoltre della direzione degli istituti per la famiglia, per la vita consacrata e per la vita apostolica.
Il 10 febbraio 2015 papa Francesco lo nomina arcivescovo coadiutore di Varmia.
Il 15 ottobre 2016 lo stesso pontefice accetta la rinuncia di Wojciech Ziemba e Górzyński diventa arcivescovo metropolita di Varmia, ottenendo il pallio da papa Francesco il 29 giugno 2017.
È divenuto gran cancelliere della facoltà di teologia dell'Università di Warmia e Masuria con sede a Olsztyn, divenendo inoltre delegato per il movimento del Rinnovamento dello Spirito per la Polonia.

## Genealogia episcopale e successione apostolica
La genealogia episcopale è:
- Cardinale Scipione Rebiba
- Cardinale Giulio Antonio Santori
- Cardinale Girolamo Bernerio, O.P.
- Arcivescovo Galeazzo Sanvitale
- Cardinale Ludovico Ludovisi
- Cardinale Luigi Caetani
- Cardinale Ulderico Carpegna
- Cardinale Paluzzo Paluzzi Altieri degli Albertoni
- Papa Benedetto XIII
- Papa Benedetto XIV
- Papa Clemente XIII
- Cardinale Enrico Benedetto Stuart
- Papa Leone XII
- Cardinale Chiarissimo Falconieri Mellini
- Cardinale Camillo Di Pietro
- Cardinale Mieczysław Halka Ledóchowski
- Cardinale Jan Maurycy Paweł Puzyna de Kosielsko
- Arcivescovo Józef Bilczewski
- Arcivescovo Bolesław Twardowski
- Arcivescovo Eugeniusz Baziak
- Papa Giovanni Paolo II
- Cardinale Franciszek Macharski
- Cardinale Kazimierz Nycz
- Arcivescovo Józef Gorzynski

La successione apostolica è:
- Vescovo Janusz Ostrowski (2018)